# Franklinita
La franklinita és un mineral de la classe dels òxids, que pertany al grup de l'espinel·la. Va rebre el seu nom l'any 1819 de la mà de Pierre Berthier, per la seva localitat tipus, la localitat de Franklin Furnace (actualment Franklin Borough), a Nova Jersey (Estats Units).

## Característiques
La franklinita és un òxid de fórmula química Zn2+Fe₂3+O₄. Cristal·litza en el sistema isomètric. La seva duresa a l'escala de Mohs es troba entre 5,5 i 6.
Segons la classificació de Nickel-Strunz, la franklinita pertany a «04.BB: Òxids amb proporció Metall:Oxigen = 3:4 i similars, amb només cations de mida mitja» juntament amb els següents minerals: cromita, cocromita, coulsonita, cuprospinel·la, filipstadita, gahnita, galaxita, hercynita, jacobsita, manganocromita, magnesiocoulsonita, magnesiocromita, magnesioferrita, magnetita, nicromita, qandilita, espinel·la, trevorita, ulvöspinel·la, vuorelainenita, zincocromita, hausmannita, hetaerolita, hidrohetaerolita, iwakiïta, maghemita, titanomaghemita, tegengrenita i xieïta.

## Formació i jaciments
Es troba en llits i filons formats per metamorfisme a alta temperatura de sediments de carbonats marins rics en ferro, zinc i manganès. Es troba també com a mineral menor en alguns dipòsits de manganès i de ferro. Va ser descoberta l'any 1819 a Franklin, Nova Jersey (Estats Units).